# Однажды во времени (фильм, 2023)
«Однажды во времени» (англ. Once Within a Time) — экспериментальная фантасмагорическая комедия режиссёра Годфри Реджио с музыкой композитора Филипа Гласса.
Фильм вышел в ограниченный прокат 13 октября 2023 года.
В отличие от всех предыдущих работ Реджио, почти не содержит документальных кадров, представляя собой сочетание студийных съёмок с кукольной анимацией, и имеет сюжет. Однако, как и в прошлых фильмах Реджио, устных диалогов в «Однажды во времени» нет.
В одной из ролей, Наставника (англ. The Mentor), снялся боксёр Майк Тайсон. Ирано-американская певица и композитор Сусан Дейхим внесла вклад в музыку к фильму и исполнила роль Дерева Жизни (англ. The Tree of Life) — некоего природного божества в виде поющей древоподобной женщины.